# Gangca
Gangca (chiń. 刚察县; pinyin: Gāngchá Xiàn; tyb. རྐང་ཚ་རྫོང་, Wylie rkang tsha rdzong, ZWPY Gangca Zong) – powiat w środkowych Chinach, w prowincji Qinghai, w prefekturze autonomicznej Haibei. W 1999 roku liczył 39 159 mieszkańców.